# Cleome houstonii
Cleome houstonii är en paradisblomsterväxtart som beskrevs av Robert Brown. Cleome houstonii ingår i släktet paradisblomstersläktet, och familjen paradisblomsterväxter. Inga underarter finns listade i Catalogue of Life.